# Praephilotes anthracias
Praephilotes anthracias är en fjärilsart som beskrevs av Hugo Theodor Christoph 1877. Praephilotes anthracias ingår i släktet Praephilotes och familjen juvelvingar. Inga underarter finns listade i Catalogue of Life.